# Astochia rami
Astochia rami är en tvåvingeart som beskrevs av Joseph och Parui 1993. Astochia rami ingår i släktet Astochia och familjen rovflugor. Inga underarter finns listade i Catalogue of Life.